# 크리스털 다이내믹스
크리스털 다이내믹스(Crystal Dynamics)는 미국 샌프란시스코 지역에 본사를 둔 게임 개발 회사이다.

## 게임
- 사무라이 쇼다운 (1993년 비디오 게임)
- 레거시 오브 케인: 소울 리버
- 툼 레이더: 레전드
- 툼레이더: 애니버서리
- 툼 레이더: 언더월드
- 툼레이더 (2013년 비디오 게임)
- 라이즈 오브 더 툼 레이더
- 쉐도우 오브 더 툼 레이더
- 마블 어벤져스